# Inspektorat Siedlce Armii Krajowej
Inspektorat Siedlce AK - struktura terenowa Podokręgu Wschodniego Armii Krajowej. 

## Struktura organizacyjna
Organizacja w 1944:
- Obwód Siedlce AK "Sowa", "Słowik", "Jesion"
- Obwód Sokołów Podlaski AK "Sęp", "Proso"

## Burza w inspektoracie
1 batalion pułku mjr Mariana Zawarczyńskiego "Ziemowita" atakował Niemców na drogach Siedlce-Międzyrzec Podlaski, Siedlce-Łuków, Siedlce-Łosice, Siedlce-Mińsk Mazowiecki. Plutony AK i BCh ośrodka Łosice broniły miejscowości i ostrzelały saperów usiłujących wysadzić most na rzece Toczna. Pod Wojnowem obroniono wiadukt kolejowy. W Krześlinie zdobyto magazyn uzbrojenia TODT. Działając wspólnie z oddziałami sowieckimi opanowano Wyczółki i Zbuczyn. Nie dopuszczono do też pacyfikacji Wiśniewa. 
W Siedlcach działał oddział ppor. Czesława Dylewicza "Krukowskiego". Bronił on przed wysadzeniem katedrę, elekrownię i mosty. Nie dopuścił do wysłania 16 parowozów do Warszawy. Przy wsparciu czołgów sowieckich uderzył na oddziały niemieckie maszerujące szosa sokołowską. W szpitalu miejskim uratowano życie kilkudziesięciu rannym żołnierzom Armii Czerwonej.